# Filospermoidea
Filospermoidea is een orde in de taxonomische indeling van de tandmondwormen (Gnathostomulida).

## Onderliggende taxonomie
- Orde Filospermoida
  - Familie Haplognathiidae
    - Geslacht Haplognathia

  - Familie Pterognathiidae
    - Geslacht Cosmognathia
    - Geslacht Pterognathia